# Таштарбак
Таштарбак — река в России, протекает по Республике Алтай, Алтайском крае. Устье реки находится в 16 км по левому берегу реки Ушпа. Длина реки составляет 10 км.

## Данные водного реестра
По данным государственного водного реестра России относится к Верхнеобскому бассейновому округу, водохозяйственный участок реки — Бия, речной подбассейн реки — Бия и Катунь. Речной бассейн реки — (Верхняя) Обь до впадения Иртыша.